# 副複齒脂鯉
副複齒脂鯉為輻鰭魚綱脂鯉目琴脂鯉亞目複齒脂鯉科的其中一種，為熱帶淡水魚，分布於非洲甘比亞河、伏塔河、查德湖、尼日河、卡薩芒斯河等流域，體長可達7.6公分，棲息在底中層水域，生活習性不明。

## 扩展阅读
維基物種上的相關：副複齒脂鯉